# Parcylisticus georgianus
Parcylisticus georgianus là một loài chân đều trong họ Cylisticidae. Loài này được miêu tả khoa học năm 2003 bởi Schmalfuss.